# Viktar Pjatrovics Szokal
Viktar Pjatrovics Szokal (belaruszul: Вiктар Пятровіч Сокал; Minszk, Szovjetunió, 1954. december 5. –) fehérorosz labdarúgócsatár, edző. Fia, Viktar Viktaravics Szokal szintén labdarúgó.

## Pályafutása

### Játékosként
1978–79-ben a Dinamo Breszt, 1979–1991 között a Dinamo Minszk, 1991–92-ben a lengyel Jagiellonia Białystok labdarúgója volt. 1992-ben a Belarusz Minszk csapatában fejezte be az aktív labdarúgást.

### Edzőként
1994–1996-ban a Dinama-93 Minszk, 2001-ben a Dinama Breszt vezetőedzője volt.

## Sikerei, díjai

### Játékosként
Gyinamo Minszk
- Szovjet bajnokság
  - bajnok: 1982
- Szovjet kupa
  - döntős: 1987
- Bajnokcsapatok Európa-kupája
  - gólkirály: 1983–84 (6 gól)

### Edzőként
Dinama Minszk
- Fehérorosz kupa
  - győztes: 1995